# Burg Rockenstuhl
Die Burg Rockenstuhl ist die Ruine einer Gipfelburg.

## Lage
Der Burgberg Rockenstuhl ist ein 529 m hoher Basaltkegel in der thüringischen Rhön – der sogenannten Soisberger Kuppenrhön. Der Rockenstuhl zählt heute zum Stadtgebiet von Geisa, zuvor gehörte er einige Jahre zu der erst 1994 gebildeten thüringischen Gemeinde Rockenstuhl. Er befindet sich etwa fünf Kilometer südlich der Kernstadt Geisa in Sichtweite der hessisch-thüringischen Landesgrenze.

## Geschichte
Bereits im 12. Jahrhundert wurde durch das Kloster Fulda eine Gipfelburg auf dem Berg errichtet und als Lehen an die späteren Herren von Rockenstuhl vergeben. Der Rockenstuhl hatte für das Kloster große strategische Bedeutung, die Burg war auch ab 1327 Mittelpunkt und Sitz des fuldischen Amtes Rockenstuhl. Als sich 1265 einige der Burgmannen gegen das Kloster verschworen hatten und sich in der Burg verschanzten, musste Fürstabt Bertho II. von Leibolz diese mit einer Belagerung zurückerobern. Unter Fürstabt Heinrich VII. von Kranlucken (Craluck) wurde 1354 eine dem Heiligen Pankratius geweihte Kapelle erbaut und durch einen Vikar der Pfarrei Schleid betreut.
In der Renaissancezeit nutzten die Fürstäbte von Fulda den Rockenstuhl als einen ihrer Jagdsitze. Im Bauernkrieg und in der Zeit des Dreißigjährigen Krieges suchten die Bewohner der umliegenden Dörfer Schutz hinter den Mauern der Burg. Die Gebäude sollen 1699 durch Brand oder Blitzschlag zerstört worden sein, von der Ruine blieben nur geringe Mauerreste vor Ort erhalten. Einige Fundstücke, die bei Bauarbeiten und Grabungen geborgen wurden, werden im Geisaer Heimatmuseum gezeigt.